# 공우
공우(貢禹, ? ~ 기원전 44년)는 전한 후기의 관료로, 자는 소옹(少翁)이며 낭야군 사람이다.

## 생애
같은 군 사람인 왕길과 벗하였으며, 세간에서는 왕길이 지위를 얻으면 공우도 관직에 나아갈 것이라고 하였다. 경서에 밝고 청렴결백하여 명성을 떨쳤고, 징소(徵召)되어 박사(博士)에 임명되었다. 이후 양주자사로 관직을 옮겼으나, 병으로 사임하였다. 다시 현량(賢良)으로 천거되어 하남령(河南令)이 되었다. 한 해 남짓 지나고, 직무상의 문제로 태수부(太守府)의 문책을 받아 관을 벗고 사죄하였는데, 한 번 관을 벗은 이상 다시 쓸 수는 없다며 그 길로 관직을 버렸다.
원제가 즉위하여 공우는 간대부(諫大夫)로 징소되었고, 정무의 자문을 맡았다. 때마침 흉년이 들었는데, 공우는 이에 대하여 황제의 의식주에 관한 경비와 궁녀의 수를 줄이고, 수렵용 토지를 가난한 백성들에게 나누어 줄 것을 진언하였다. 원제는 말을 먹일 곡식을 줄이고 자신의 사유지의 일부를 가난한 백성들이게 나누어 주었으며, 오락을 줄이고 공우를 광록대부에 임명하였다.
공우는 자신의 나이가 여든이 넘었음을 들어 사직하고 고향으로 돌아가고자 하였으나, 원제는 이를 반려하고 장신소부에 임명하였다.
초원 5년(기원전 44년), 진만년의 뒤를 이어 어사대부가 되었다.
공우는 그 후에도 수십 회에 걸쳐 진언하였는데, 구전(口錢) 징수를 일곱 살로 미루고, 조세 징수 및 봉록·하사품을 전부 돈이 아닌 비단이나 곡식으로 하며, 이궁과 장락궁의 위병 및 노비들을 줄이고, 황제의 측근이 물건을 파는 것을 금하도록 진언하였다. 원제는 대신들에게 검토하게 하여, 모두 공우의 말을 따랐다. 또한 공우는 군국의 종묘를 폐지하는 등 종묘 제도에 관하여 상주하였으나, 받아들여지지 않았다.
공우는 그 해에 죽었고, 원제는 백만 전을 하사하였다. 자식은 낭(郞)으로 임용되고, 동군도위(東郡都尉)를 지냈다.

## 출전
- 반고, 《한서》 권19하 백관공경표 下·권72 왕공양공포전